# Katos diskografi
Den danske dj og producer Katos diskografi består af fire studiealbum, én EP og 27 singler.

## Album

### Studiealbum
| År   | Album               | Højeste placering | Certificering |
| År   | Album               | DAN               | Certificering |
| ---- | ------------------- | ----------------- | ------------- |
| 2010 | Discolized          | 6                 |               |
| 2011 | Discolized 2.0      | 1                 | - Guld        |
| 2013 | Behind Closed Doors | 4                 |               |
| 2015 | Now                 | 5                 |               |

### EP'er
- KATO presents: Yeah Yeah (2013)

### Singler
| År                                                               | Single                                                                | Højeste placering | Højeste placering | Højeste placering | Højeste placering | Certificering                                       | Album               |
| År                                                               | Single                                                                | Danmark           | Sverige           | UK                | BE                | Certificering                                       | Album               |
| ---------------------------------------------------------------- | --------------------------------------------------------------------- | ----------------- | ----------------- | ----------------- | ----------------- | --------------------------------------------------- | ------------------- |
| 2001                                                             | "Hang on Sloopy"                                                      | —                 | —                 | —                 | —                 |                                                     | ikke-album single   |
| 2007                                                             | "My House"                                                            | —                 | —                 | —                 | —                 |                                                     | ikke-album single   |
| 2008                                                             | "Are You Gonna Go My Way"                                             | —                 | —                 | —                 | —                 |                                                     | ikke-album single   |
| 2008                                                             | "Copa Cabana (Whine Your Body)" (Kato & Darwich featuring Mission)    | —                 | —                 | —                 | —                 |                                                     | ikke-album single   |
| 2009                                                             | "Yeah Yeah"                                                           | —                 | —                 | —                 | —                 |                                                     | ikke-album single   |
| 2009                                                             | "Soundscape" (Kato featuring Michael Rune)                            | —                 | —                 | —                 | —                 |                                                     | ikke-album single   |
| 2010                                                             | "Turn the Lights Off" (Kato featuring Jon)                            | 4                 | 6                 | —                 | —                 | - DAN: Platin (download) - SVE: Platin (download)   | Discolized          |
| 2010                                                             | "Hey Shorty (Yeah Yeah Pt. II)" (Kato featuring U$O & Johnson)        | 2                 | —                 | —                 | —                 | - DAN: Platin (download) - DAN: Guld (streaming)    | Discolized          |
| 2010                                                             | "Desert Walk" (Kato featuring Outlandish)                             | 4                 | —                 | —                 | —                 | - DAN: Guld (download) - DAN: Guld (streaming)      | Discolized          |
| 2010                                                             | "Sjus" (Kato featuring Ida Corr, Camille Jones & Johnson)             | 1                 | —                 | —                 | —                 | - DAN: Platin (download) - DAN: Platin (streaming)  | Discolized 2.0      |
| 2011                                                             | "Speakers On" (Kato & Infernal)                                       | 2                 | —                 | —                 | —                 | - DAN: Guld (streaming)                             | Discolized 2.0      |
| 2011                                                             | "Fuck hvor er det fedt (at være hip hop'er)" (Kato featuring Clemens) | 3                 | —                 | —                 | —                 | - DAN: Platin (streaming)                           | Discolized 2.0      |
| 2012                                                             | "Never Let U Go" (Kato featuring Snoop Dogg & Brandon Beal)           | 2                 | —                 | —                 | —                 | - DAN: Guld (download) - DAN: 2× Platin (streaming) | Behind Closed Doors |
| 2012                                                             | "Celebrate Life" (Kato featuring Jeremy Carr)                         | —                 | —                 | —                 | —                 |                                                     | Discolized 2.0      |
| 2012                                                             | "Alive" (Kato & Electric Lady Lab)                                    | 4                 | —                 | —                 | —                 | - DAN: Platin (streaming)                           | Behind Closed Doors |
| 2013                                                             | "Danmark" (Kato featuring Kidd)                                       | —                 | —                 | —                 | —                 | - DAN: Guld (streaming)                             | Behind Closed Doors |
| 2013                                                             | "I'm In Love" (Kato featuring Shontelle)                              | —                 | —                 | —                 | —                 | - DAN: Guld (streaming)                             | Behind Closed Doors |
| 2013                                                             | "Dimitto (Let Go)" (Kato & Safri Duo featuring Bjørnskov)             | 1                 | —                 | —                 | —                 | - DAN: Platin (streaming)                           | ikke-album single   |
| 2013                                                             | "Ejer det" (Kato featuring Specktors & Djämes Braun)                  | 4                 | —                 | —                 | —                 | - DAN: Platin (streaming)                           | ikke-album single   |
| 2014                                                             | "Dumt på dig" (Kato featuring TopGunn)                                | 4                 | —                 | —                 | —                 | - DAN: 2× Platin (streaming)                        | ikke-album single   |
| 2014                                                             | "Dumt på dig (Part 2)" (Kato featuring TopGunn & Djämes Braun)        | —                 | —                 | —                 | —                 |                                                     | ikke-album single   |
| 2015                                                             | "Show You Love" (Kato vs. Sigala featuring Grace Tither)              | —                 | —                 | —                 | —                 |                                                     | Now                 |
| 2015                                                             | "Now" (Kato featuring Mads Langer)                                    | —                 | —                 | —                 | —                 |                                                     | Now                 |
| 2015                                                             | "#GTFO" (Kato featuring Brandon Beal)                                 | —                 | —                 | —                 | —                 |                                                     | Now                 |
| 2015                                                             | "Bitches & Booze" (Kato featuring Brandon Beal og Topgunn             | —                 | —                 | —                 | —                 |                                                     | ikke-album single   |
| 2016                                                             | "Live It Up" (Kato featuring Wafande)                                 | —                 | —                 | —                 | —                 |                                                     | ikke-album single   |
| 2017                                                             | "Show You Love" (Kato & Sigala featuring Hailee Steinfeld)            | —                 | —                 | 91                | 32                | - BPI: Sølv                                         | ikke-album single   |
| 2018                                                             | "Motions"                                                             | —                 | —                 | —                 | —                 |                                                     |                     |
| "—" markerer en udgivelse der ikke opnåede en hitlisteplacering. |                                                                       |                   |                   |                   |                   |                                                     |                     |

som featuring artist
| År   | Single                                                          | Højeste placering | Certificering                        | Album              |
| År   | Single                                                          | Danmark           | Certificering                        | Album              |
| ---- | --------------------------------------------------------------- | ----------------- | ------------------------------------ | ------------------ |
| 2010 | "Champion Pt. II (Kato remix)" (Clemens featuring Jon Nørgaard) | 1                 | - Guld (download) - Guld (streaming) | Ingen kender dagen |
| 2010 | "Kato på Maskinerne" (Hej Matematik)                            | 38                |                                      | ikke-album single  |
| 2012 | "Klapper af den" (USO featuring Kato)                           | 3                 | - 2× Platin (streaming)              | Elektrisk          |

som Vittrup
| År   | Single                             | Højeste placering | Certificering |
| År   | Single                             | Danmark           | Certificering |
| ---- | ---------------------------------- | ----------------- | ------------- |
| 2013 | "Live forever" (feat. Jeremy Carr) | —                 |               |
| 2014 | "Without you"                      | 12                |               |

som Boy Meets Disco
- "Live louder" (2012)